# Ansegizel

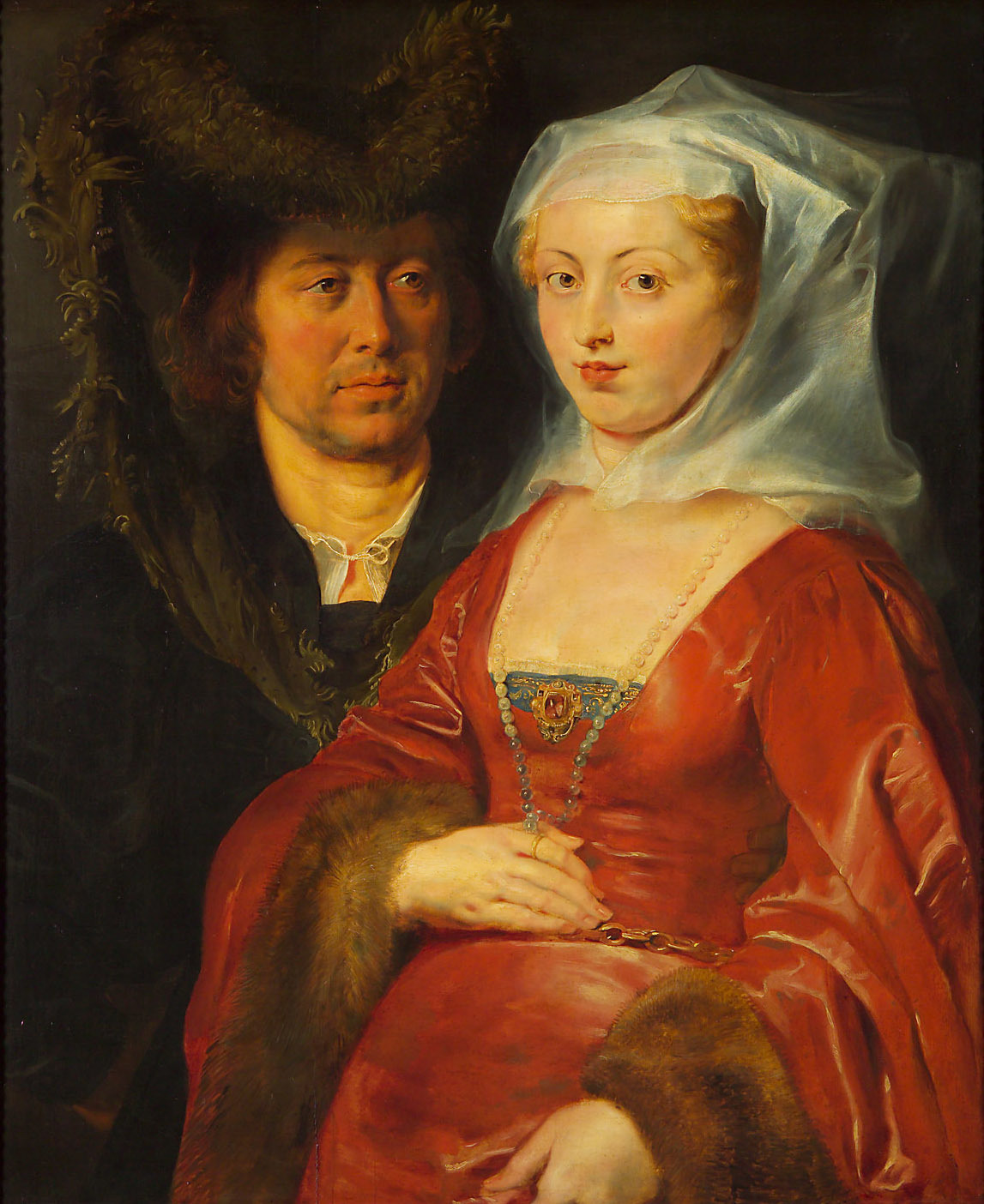
Ansegizel z Begą na obrazie Rubensa

Ansegizel (ur. ok. 602, zm. przed 679) – syn świętego Arnulfa i jego żony Dody. Służył jako domesticus i dux (dowódca wojskowy) na dworze króla Austrazji Sigeberta III. 
Około 639 ożenił się z Begą, córką Pepina z Landen. Mieli następujące dzieci:
- Pepina z Herstalu
- Martina z Laon
- Klotyldę (ur. 650, zm. 699), prawdopodobnie żonę króla Neustrii Teuderyka III

Zginął zamordowany przed 679 z rozkazu jego przeciwnika Gundewina.